# Phanerotomella hawaiiensis
Phanerotomella hawaiiensis är en stekelart som först beskrevs av William Harris Ashmead 1901.  Phanerotomella hawaiiensis ingår i släktet Phanerotomella och familjen bracksteklar. Inga underarter finns listade i Catalogue of Life.